# Elisabeth Howard
Elisabeth Howard, gravin van Wiltshire (circa 1480 - 3 april 1538) was een Engelse edelvrouw. Ze is vooral bekend als moeder van Anna Boleyn, de tweede echtgenote van koning Hendrik VIII van Engeland.

## Levensloop
Elisabeth Howard was de oudste van twee dochters van Thomas Howard, hertog van Norfolk, uit diens eerste huwelijk met Elizabeth Tilney, dochter van Frederick Tilney, heer van Ashwellthorpe. Volgens tijdgenoten was ze een zeer aantrekkelijke vrouw.
Tussen 1498 en 1500 huwde ze met Thomas Boleyn (1477-1538/1539), een ambitieuze hoveling aan het hof van koning Hendrik VII van Engeland. Ze kregen een aantal kinderen, van wie drie de kindertijd overleefden:
- Maria Boleyn (1499/1500-1543), maîtresse van koning Hendrik VIII van Engeland, huwde eerst in 1520 met Sir William Carey en daarna in 1534 met Sir William Stafford
- Anna Boleyn (1501-1536), huwde in 1533 met koning Hendrik VIII van Engeland
- George Boleyn (1503-1536), burggraaf Rochford
- Thomas, jong gestorven
- Henry, jong gestorven

Elisabeth zelf werd hofdame van Elizabeth van York, de echtgenote van koning Hendrik VII. Nadat koning Hendrik VIII in 1509 de troon besteeg, ging ze deel uitmaken van het gevolg van diens echtgenote Catharina van Aragon. Toen haar oudste dochter Maria terugkeerde uit Frankrijk, huwelijkte ze haar in februari 1520 uit aan de koninklijke favoriet William Carey. Maria was in die periode ook enige jaren de minnares van koning Hendrik VIII. Toen ze na de dood van William Carey in 1534 in het geheim huwde met William Stafford, viel Maria in ongenade bij haar ouders.
In 1521 keerde ook haar andere dochter Anna terug uit Frankrijk en in 1523 of 1524 werd koning Hendrik VIII verliefd op haar. Elisabeth was in die periode vaak te vinden aan het koninklijk hof en de familie kwam steeds meer in de koninklijke gunst te staan. Zo werd haar echtgenoot in 1529 verheven tot graaf van Wiltshire en graaf van Ormonde. Elisabeth werd lid van de hofhouding van Anna en nam in oktober 1532 deel aan een diplomatiek banket ter ere van de Franse ambassadeur, met wiens hulp Anna Boleyn de echtscheiding van Hendrik VIII en Catharina van Aragon wilde bekomen. In januari 1533 huwde Anna in het geheim met Hendrik VIII en toen zijn huwelijk met Catharina van Aragon enkele maanden later nietig werd verklaard, werd Anna Boleyn tot koningin van Engeland gekroond. Nog enkele maanden later beviel ze van haar enige dochter, de latere koningin Elizabeth I van Engeland. Het is evenwel niet duidelijk of zij naar Elisabeth Howard is vernoemd, dan wel naar Elizabeth van York, de moeder van Hendrik VIII.
Vanaf 1535 begon de familie Boleyn in ongenade te vallen bij de koning. Hij had een nieuwe minnares, Jane Seymour, en wilde met haar trouwen. Anna werd beschuldigd van overspel, verraad en incest met haar broer George en in mei 1536 werden beiden middels onthoofding ter dood gebracht. Na hun executie verzoende Elisabeth zich met haar nog enige levende dochter en trok ze zich terug op het platteland. Na haar dood in april 1538 werd Elisabeth bijgezet in de Howard Capel van de St Mary's Church in Lambeth. 